# Angus Konstam
Angus Konstam, né le 2 janvier 1960 à Aberdeen, est un historien et écrivain écossais. Il a écrit plus de soixante livres sur l'histoire des bateaux, l'histoire navale et la piraterie, ainsi que des atlas historiques.

### Ouvrages
- The History of Pirates (1999)
- The History of Shipwrecks (1999)
- British Battlecruisers, 1939-45 (2003)
- Warships: From the Galley to the Present Day (2001)
- The Civil War: A Visual Encyclopaedia (2002)
- Hunt the Bismarck (2003)
- 7th U-Boat Flotilla: Dönitz’s Atlantic Wolves (2003)
- The Pocket Book of Civil War Battle Sites (2004)
- The Pocket Book of Civil War Weapons (2004)
- PT-boats:US Navy Torpedo Boats (2005)
- Civil War Ghost Stories (2005)
- Americas Most Notable Pirate: Blackbeard (2006)
- Salerno 1943: The Allied Invasion of Italy (2007)
- Rome: A Photographic Journey (2008)
- Ancient World Commanders (2008)
- Piracy: the Complete History (2008)
- Sovereigns of the Sea: The Quest to Build the Perfect Renaissance Battleship (2008)
- The Battle of the North Cape (2009)
- There was a Soldier: First Hand Accounts of the Scottish Soldier from 1707 to the Present Day (2009)

### Atlas historiques
- Historical Atlas of Exploration (2000)
- Atlas of Medieval Europe (2000)
- Historical Atlas of the Celtic World (2001)
- Historical Atlas of the Viking World (2002)
- Historical Atlas of the Crusades (2002)
- Historical Atlas of Ancient Rome (2003)
- Historical Atlas of Napoleonic Era (2003)
- Historical Atlas of Ancient Greece (2003)
- Historical Atlas of the Renaissance (2004)